# Pata (zenész)
Isizuka Tomoaki (石塚 智昭; Hepburn: Tomoaki Ishizuka; Csiba, 1965. november 4. –), ismert művésznevén Pata, japán gitáros, zenész, az X Japan együttes ritmusgitárosa. 1987-ben lett az együttes tagja és 1997-es feloszlásukig velük zenélt.
A feloszlást követően NoBbal közösen létrehozta a P.A.F együttest, majd a Dope HEADz együttest Heath és I.N.A közreműködésével. 2002-ben az instrumentális Ra:IN tagja lett. 2007 óta az újraalakult X Japanben játszik.
Művésznevét a Patalliro! című manga főszereplőjéről kapta, akire állítólag hasonlít.

## Élete és pályafutása

### 1980–97: A kezdetek és az X Japan
Pata múltjáról keveset tudni, a legkorábbi ismert információ szerint egy Fender Stratocasteren, autodidakta módon tanult gitározni. 1980-ban játszott először zenekarban, majd két évvel később létrehozta a Black Rose (később Judy néven ismert) együttest. 1985-ös feloszlásukig Yoshiki, az X alapítója számos alkalommal volt a dobosuk élő fellépéseken. Pata meg is kérte Yoshikit, hogy csatlakozzon az együtteséhez, mivel akkoriban az X rengeteg tagcserén ment át, és instabil felállású volt, de Yoshiki visszautasította az ajánlatot. A United basszusgitárosa, Jokojama szerint Pata több alkalommal is roadie volt az X gitárosa, Hally számára, és Hally gitárját használta, amikor ő maga tagja lett az X-nek.
Pata először 1987-ben játszott az X-szel stúdiózenészként, a Skull Thrash Zone Volume I válogatáslemezre felvett Stab Me in the Back és No Connexion című dalokban. Miután néhány élő fellépésen is játszott velük, még abban az évben hivatalosan is tagja lett az együttesnek. 1987. december 26-án az együttes részt vett a CBS/Sony meghallgatásán, amit követően leszerződtették őket. 1989-ben jelent meg első nagykiadós albumuk, a Blue Blood, mely hatodik helyezést ért el az Oricon listáján és 108 hétig szerepelt rajta. 1990-ben az együttes elnyerte a Japan Gold Disc Award legjobb új előadónak járó díjat. 1991-ben jelent meg Jealousy című albumuk, melyből egymillió példány fogyott, majd pályafutásuk során először felléptek a Tokyo Dome-ban. 1992-ben Taiji kilépett az együttesből és helyére Heath érkezett, majd ugyanebben az évben nemzetközi debütálás reményében az együttes nevét X Japanre változtatták.
1993. augusztus 25-én az Atlantic Records kiadásában megjelent az Art of Life, mely első helyezett volt az Oricon slágerlistáján, az együttes azonban csak két koncertet adott ebben az évben, mert a tagok szólókarrierjükre koncentráltak. 1995 novemberében indultak következő turnéjukra, Dahlia címmel. Az azonos című albumuk első volt az Oricon heti listáján. 1997. szeptember 22-én Yoshiki, hide, Pata és Heath sajtótájékoztatón jelentették be az X Japan feloszlását, mert énekesük, Toshi úgy döntött, kilép az együttesből. Az X Japan 1997. december 31-én tartotta utolsó koncertjét a Tokyo Dome-ban, The Last Live: Last Night címmel.

### Szólókarrierje, Ra:IN

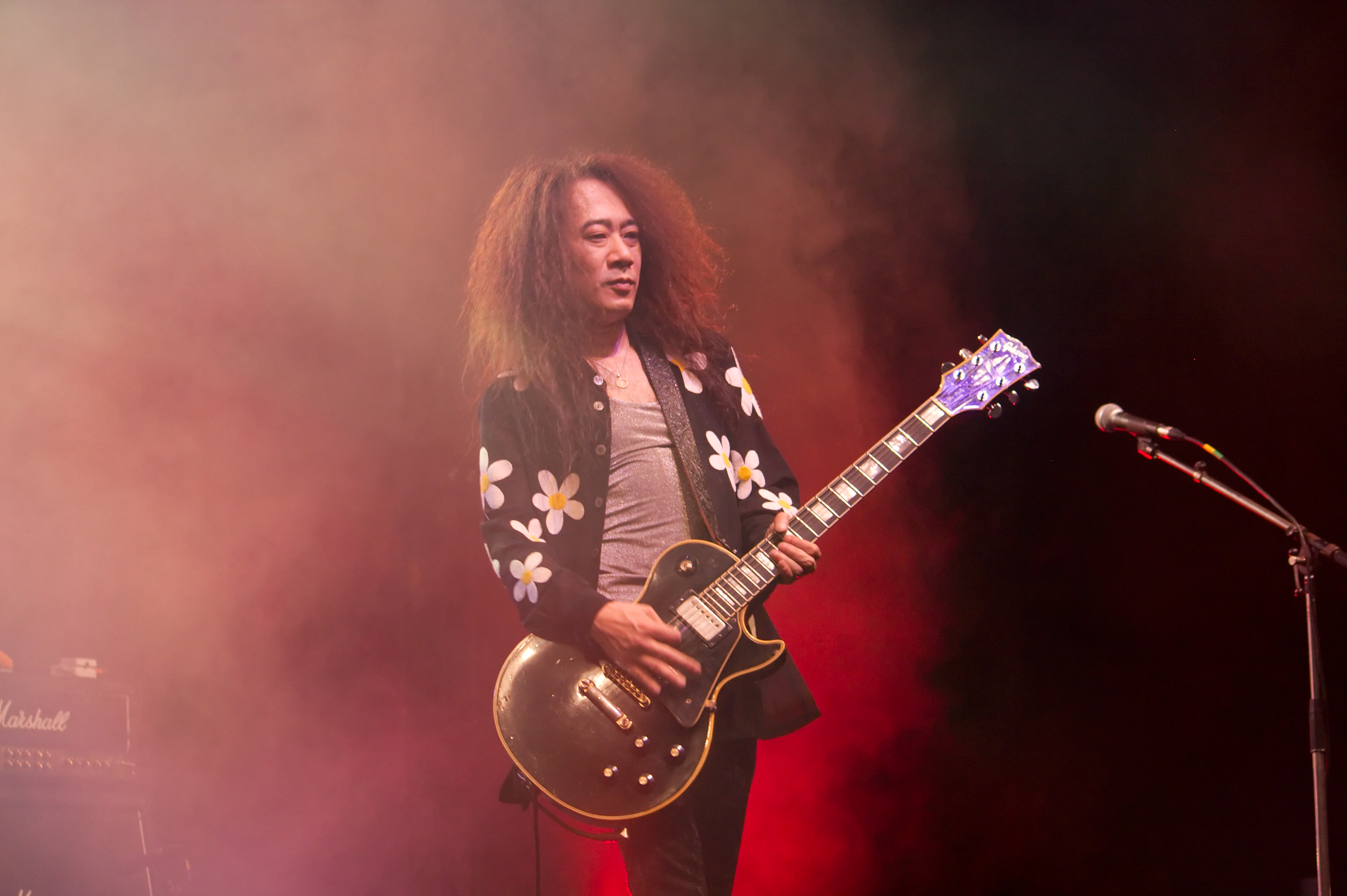
Pata a Ra:IN fellépésén a 2008-as Japan Expón

Pata 1993-ban adta ki első szólólemezét, melyen olyan veterán amerikai zenészekkel játszott együtt, mint Tommy Aldridge, Tim Bogert, Mike Porcaro és James Christian. Két évvel később jött ki második lemeze, a Raised on Rock. 1994 és 1996 között gitárosként segítette X Japan-beli társát, hidét a szólóturnéján.
Az X Japan feloszlását követően létrehozta a P.A.F. (Patent Applied For) együttest, az énekes NoBbal közösen. Két albumuk jelent meg, a Patent Applied For és a PAT.#0002. Az 1999-ben megjelent, az egy évvel korábban elhunyt hide emlékére kiadott Tribute Spirits albumra Pata Heath-szel és I.N.A-val közösen dolgozta fel az X Japan Celebration című dalát. 2000-ben újra együttműködtek, létrehozták a Dope HEADz zenekart. Két lemezük jelent meg, Primitive Impulse (2001) és Planet of the Dope (2002) címmel.
Ugyanebben az évben Pata létrehozta az instrumentális Ra:IN (Rock and Inspiration) együttest. Első lemezük, a The Line 2003-ban jelent meg, melyet 2006-ban a Before the Siren követett, majd a harmadik nagylemezük 2008-ban jelent meg Metal Box címmel. Turnéztak Kínában. Tajvanon, Franciaországban és az Egyesült Államokban is. 2007-ben csatlakozott hozzájuk D.I.E, aki billentyűs hangszereken játszik.
2003-ban Pata Miyavi gitárosa volt néhány koncert erejéig. 2005-ben Aikava Nanasze R.U.O.K.?! című albumán működött közre.

### 2007–: X Japan

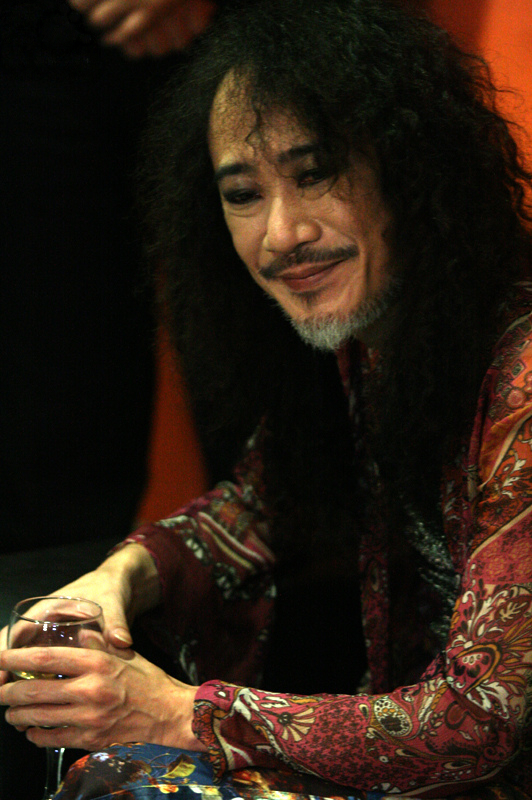
Pata 2011-ben

A Sports Nippon újságban megjelent cikk szerint Toshi 2006 novemberében kereste fel Yoshikit Los Angelesben, ahol együtt dolgoztak a Without You című, hide emlékének szentelt dalon. Ezt követően felröppent a pletyka, hogy az X Japan újraegyesülhet, hogy Yoshiki turnét szeretne és Heath-szel, valamint Patával tárgyal ez ügyben. 10 év után először, 2007. október 22-én jelentek meg együtt az X Japan tagjai Tokióban, hogy videóklipet forgassanak az I.V. című új dalukhoz.
2010-ben az X Japan Észak-Amerikában koncertezett, pályafutásuk során először. Ezt világ körüli turné követte, négy európai, öt dél-amerikai és öt ázsiai koncerttel.
2013. szeptember 22-én Pata részt vett a hide emlékére szervezett koncerten, ahol Sexxx George, Eby (ex-Zi:Kill), Yoshihiko (heidi.) és Cutt társaságában rögtönzött együttessel játszott. A Tribute VII: Rock Spirits című hide-emlékalbumon is közreműködött, a Pink Spider című dalt dolgozta fel hide zenekarának tagjaival és a Dope HEADz énekeséve, Shame-mel.
2016. január 15-én Patát Tokióban kórházba kellett szállítani egy életét veszélyeztető vérrög miatt. A gitáros betegsége miatt az új X Japan-album kiadását és a londoni koncertet is elhalasztották, utóbbit 2017. március 4-én tartották meg. Patát végül augusztus 10-én engedték ki a kórházból, miután meg kellett operálni.

## Gitárjai

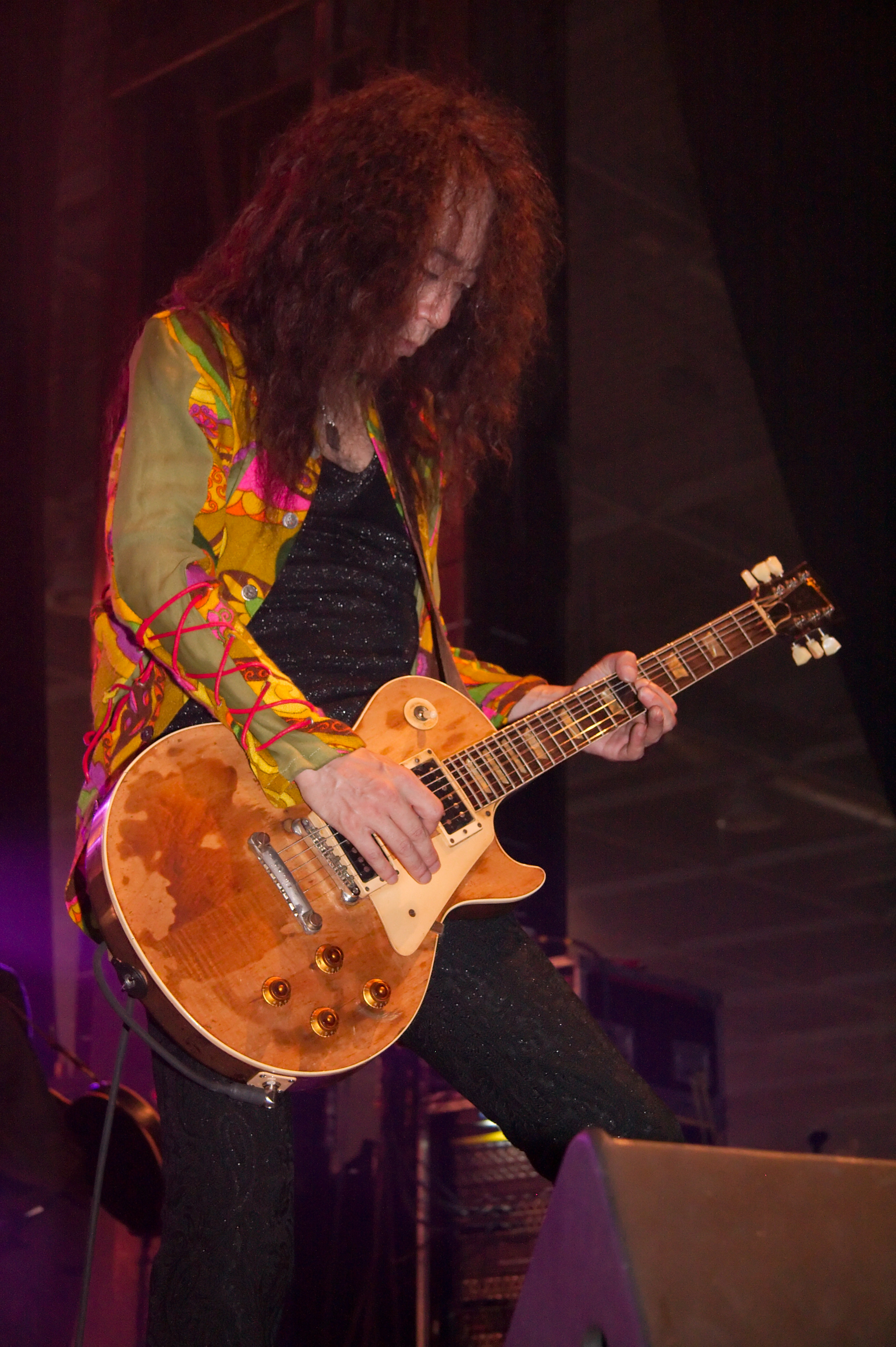
Pata az 1954-es „Kopasz” Les Paulján játszik.

Pata az egyetlen X Japan-tag, aki amerikai hangszereken játszik, szinte kizárólag klasszikus Gibson Les Paulon. Leggyakrabban használt darabja korábban egy sárga 1959-es Les Paul Standard volt. Újabban egy 1954-es darabot használ, melyről lekopott a festés, ezért a gitár beceneve Hage (ハゲ; „Kopasz”). Ezen túl van egy Gibson EDS-1275 ikernyakú gitárja is. A Gibson replikákat készítő Burny korábban Pata signature modellt is gyártott, EX-85P néven.

## Diszkográfia

### Szólóban
- Pata (1993), Oricon-helyezés: #11[37]
- Pata's Bootleg (1994, VHS)
- Fly Away (kislemez, 1994) #35[38]
- Shine on Me (kislemez, 1995) #94[38]
- Raised on Rock (1995) #33[37]
- Improvisation Guitar Style (2007, DVD)

### Együttesben
P.A.F.
- Love & Fake (1998, kislemez)
- Patent Applied For (1998)
- Slapstick Life (kislemez)
- The Big Time (1999, kislemez)
- Pat.#0002 (1999)
- Live (1999)

Dope HEADz
- Glow (kislemez) #35[39]
- True Lies (2001, kislemez) #35[39]
- Primitive Impulse (2001) #20[40]
- Planet of the Dope (2002) #59[40]

Ra:IN
X Japan

## Fordítás
- Ez a szócikk részben vagy egészben  a   Pata (musician) című angol Wikipédia-szócikk fordításán alapul.  Az eredeti cikk szerkesztőit annak laptörténete sorolja fel. Ez a jelzés csupán a megfogalmazás eredetét és a szerzői jogokat jelzi, nem szolgál a cikkben szereplő információk forrásmegjelöléseként.